# L’Ajoupa-Bouillon
L’Ajoupa-Bouillon (Martinique-Kreolisch: Lajoupabouyon) ist eine französische Gemeinde im Übersee-Département Martinique. Sie liegt der Montagne Pelée benachbart und ist 25 km von Fort-de-France entfernt. Die Route de la Trace, eine Route nationale, verbindet die beiden Ortschaften. Die Gemeinde gehörte bis 2015 zum Kanton L’Ajoupa-Bouillon.

## Wirtschaft
Die wirtschaftlichen Schwerpunkte sind die Land- und die Forstwirtschaft.

## Bevölkerungsentwicklung
| Jahr      | 1961 | 1967 | 1974 | 1982 | 1990 | 1999 | 2008 | 2013 | 2018 |
| --------- | ---- | ---- | ---- | ---- | ---- | ---- | ---- | ---- | ---- |
| Einwohner | 1647 | 1855 | 1864 | 1731 | 1739 | 1761 | 1691 | 1830 | 1815 |

## Nachweise

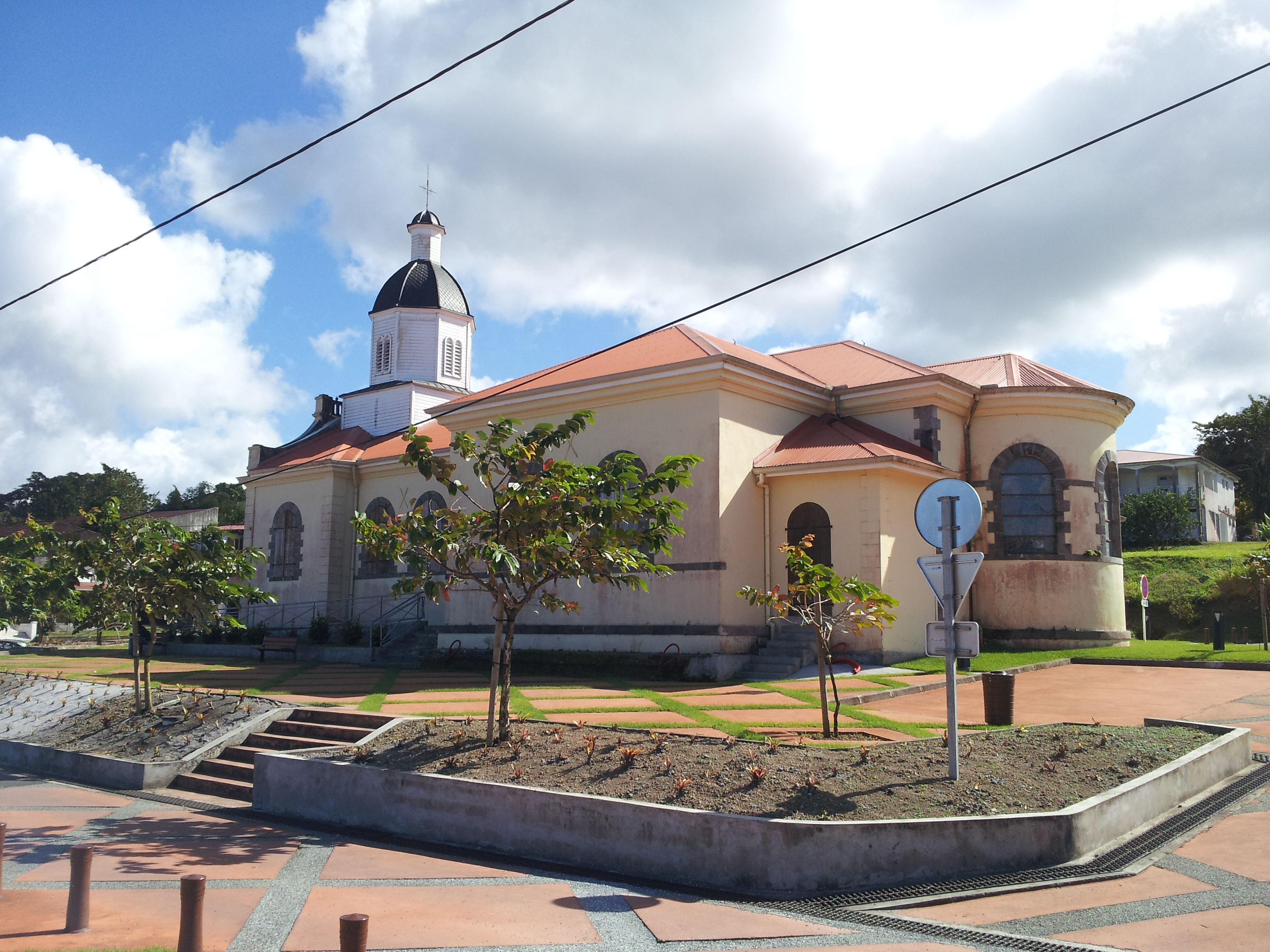
Kirche der Unbefleckten Empfängnis (Église de l'Immaculée-Conception – Monument historique)

1. ↑  https://www.insee.fr/fr/statistiques/2011101?geo=COM-97201#chiffre-cle-1 INSEE: Dossier completCommune de l'Ajoupa-Bouillon (97201)